# Parque tecnológico de Boecillo

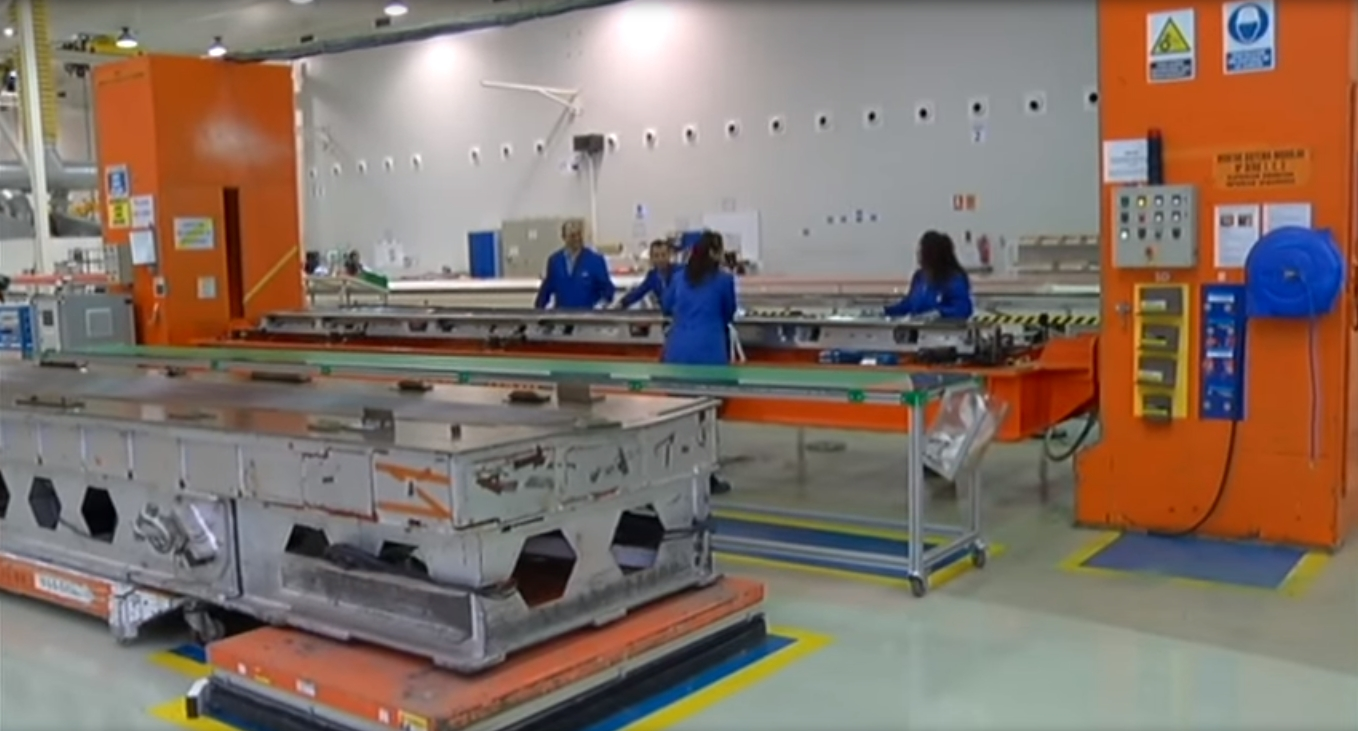
Fábrica de Aciturri Aeronáutica en 2015.

El Parque Tecnológico de Boecillo, es un proyecto del Gobierno Regional Junta de Castilla y León. Se localiza en el término municipal de Boecillo (Valladolid), a 15 kilómetros de Valladolid y comunicado por autovía. Se encuentra enclavado en el centro de un denso pinar de 350 hectáreas que se respeta en su totalidad, consiguiéndose un entorno medioambiental privilegiado.
Actualmente, cuenta con una superficie de 118 hectáreas totalmente operativas destinadas a la instalación de empresas innovadoras de base tecnológica.
Las empresas innovadoras que deseen instalarse en el Parque Tecnológico, pueden elegir entre varias modalidades, según sus necesidades de espacio.

## Cronología
- En el año 1988 el gobierno regional toma la decisión política de crear el primer Parque Tecnológico en Castilla y León.
- Por Ley 10/1990, de 28 de noviembre y aprobada por las Cortes de Castilla y León (publicada con fecha 4 de diciembre de 1990, en el BOCyL núm. 234) se autorizó a la Junta de Castilla y León, la constitución de una empresa pública que tendrá carácter de Sociedad Anónima con la denominación de “Parque Tecnológico de Boecillo, S.A.”[1]
- Tras la decisión de crear un Parque Tecnológico en 1988, se comienzan a dar los primeros pasos. Durante los años posteriores se trabaja en la búsqueda y selección cuidadosa de un municipio que albergue el futuro Parque Tecnológico y que tendrá que reunir una serie de requisitos para la consecución de su éxito.
- Una vez definidos los terrenos, con una superficie inicial de 45 hectáreas, se comienza la Urbanización del Parque, que se prolonga de 1989 hasta 1992. La urbanización se lleva a cabo a través de Gesturcal, empresa pública perteneciente igualmente a la Junta de Castilla y León, propietaria de los terrenos y encargada de ejecutar la urbanización.
- El Parque Tecnológico de Boecillo se inaugura oficialmente el 7 de abril de 1992 en un acto en el que se dan cita todos los agentes económicos, sociales y académicos implicados en el desarrollo y consecución de los objetivos para los que fue concebido.